# دوايت إل. روجرز
دوايت إل. روجرز (بالإنجليزية: Dwight L. Rogers)‏ هو محامي وسياسي أمريكي، ولد في 17 أغسطس 1886 في الولايات المتحدة، وتوفي في 1 ديسمبر 1954 في الولايات المتحدة. حزبياً، نشط في الحزب الديمقراطي. وقد انتخب عضو مجلس نواب فلوريدا (1930 – 1938) وانتخب عضو مجلس النواب الأمريكي.